# Postgeschichte und Briefmarken Bergedorfs
Durch die Briefmarken, die von Bergedorf zwischen 1861 und 1867 herausgegeben wurden, ist diese kleine Stadt noch heute in den Briefmarkenkatalogen als eigenständiges Gebiet präsent. Mit nur fünf ausgegebenen Marken ist Bergedorf das kleinste deutsche Sammelgebiet.

## Vor der Einführung der ersten Briefmarken
Durch die günstige geografische Lage Bergedorfs wurden bereits früh postalische Verbindungen durch die Hanse geschaffen und insbesondere die Postverbindungen mit Hamburg waren gut entwickelt.
Seit 1420 war Bergedorf beiderstädtischer Besitz der Hansestädte Hamburg und Lübeck. Die staatliche Doppelzugehörigkeit bedingte das Kuriosum, dass die Bergedorfer Post weder von Hamburg noch von Lübeck verwaltet werden durfte. Daher bildete Bergedorf postalisch gesehen ein winziges selbständiges Territorium. Mehrere andere Fürstentümer errichteten Postexpeditionen in Bergedorf: 1746 baute Hannover eine eigene Postspedition in Bergedorf auf, die bis 1846 bestand, 1785 folgte das Fürstengeschlecht Thurn und Taxis den Hannoveranern nach und richtete ebenfalls eine Postspedition der kaiserlichen Reichspost ein, die als privates Nachfolgeunternehmen unter dem Namen Thurn-und-Taxis-Post erst 1851 aufgelöst wurde. 1839 eröffnete schließlich auch Preußen eine Postspedition in Bergedorf.
Von 1806 bis 1813 wurde Bergedorf im Zuge der napoleonischen Kriege von den Franzosen besetzt. Während dieser Zeit wurde das Postwesen von der Kaiserlichen-Französischen Post übernommen.
Aus der preußischen Postexpedition ging 1847 schließlich das Lübeck-Hamburgische Postamt in Bergedorf hervor. Dieses wurde in den folgenden Jahren ausgebaut und sein Einflussgebiet erweitert. Im Jahr 1856 errichtete man weitere Postexpeditionen in Geesthacht und Kirchwerder.
In den Jahren 1855 bis 1856 schloss Bergedorf mehrere Postverträge nach dem Vorbild des Deutsch-Österreichischen Postvertrages ab. Dies geschah unter anderem mit Preußen und Mecklenburg-Schwerin.
Nachdem Hamburg und Lübeck 1859 bereits die ersten Briefmarken ausgegeben hatten, folgte Bergedorf 1861 nach. Die Briefmarken von Hamburg wurden jedoch neben denen Bergedorfs offiziell an den Postschaltern verkauft.

## Eigene Briefmarkenausgaben

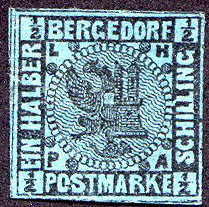
Briefmarke zu ½ Sch.

Am 1. November 1861 wurden in Bergedorf die fünf Freimarken zu ½, 1, 1½, 3 und 4 Schilling ausgegeben, zu dieser Zeit lebten im gesamten Postgebiet nur etwa 12.000 Menschen. Mit diesen fünf verschiedenen Werten waren damals alle wichtigen Posttarife hinsichtlich Entfernung und Gewicht abgedeckt. Die ungezähnten Freimarken wurden je nach Bedarf gedruckt und waren bis zum 31. Dezember 1867 frankaturgültig. Die Briefmarken sind quadratisch gestaltet, auf den Markenbildern findet sich  neben der Wertangabe, dem Ortsnamen (Bergedorf) sowie der Bezeichnung „Postmarke“ in der Mitte je die Hälfte der Wappen von Hamburg und Lübeck. Die Briefmarkenserie von Bergedorf wird oft als „wachsende Serie“ bezeichnet, da das Format jeder Marke ein wenig größer ist als das der vorhergehenden (im Wert kleineren) Marke. Der 4-Schillingwert wirkt bereits doppelt so groß wie der Wert zu ½ Schilling. Neben den unterschiedlichen Papierfarben pro Wert sollte dies eine Verwechslung der Marken verhindern.

## Vereinigung mit Hamburg
Durch Kauf ging mit Wirkung zum 1. Januar 1868 Bergedorf in den alleinigen Besitz der Hansestadt Hamburg über. Mit diesem Datum erfolgte auch der nun gemeinsame Eintritt in den Norddeutschen Bund (Vorläufer des Deutschen Reiches). Ab diesem Zeitpunkt teilt die Postgeschichte Bergedorfs die Postgeschichte des Norddeutschen Bundes.

## Verbleib der Bergedorf-Briefmarken
Im Sommer 1868 erwarb der belgische Briefmarkenhändler Jean Moens den gesamten Restbestand der Bergedorf-Briefmarken und vertrieb diese von Brüssel aus an Sammler. Weiterhin erwarb Moens die originalen Drucksteine. Bis 1888 fertigte Moens Nachdrucke der Bergedorf-Briefmarken an. Diese Briefmarken weichen in Druck, Farbe und Papier teilweise erheblich von der ersten Ausgabe von 1861 ab.